# Province de Sabaragamuwa
La province du Sabaragamuwa (en cingalais : සබරගමුව පළාත (Sabaragamuwa Palata) ; en tamoul : சபரகமுவ மாகாணம் (Sabaragamuwa Maakaanam)) est l'une des provinces du Sri Lanka.
La capitale de la province est Ratnapura.

## Districts
La province est constituée de deux districts :
- Kegalle (capitale : Kegalle), au nord ;
- Ratnapura (capitale : Ratnapura), au sud.